# Good Kill
Good kill är en amerikansk dramafilm från 2014, regisserad av Andrew Niccol. Filmen premiärvisades vid Venedigs filmfestival den 5 september 2014, och visades igen vid Toronto International Film Festival den 9 september samma år. Filmen hade premiär för en bredare publik först genom lanseringen i Storbritannien den 10 april 2015.  Huvudrollen innehas av Ethan Hawke.

## Om filmen
Filmen nominerades till ett guldlejon vid filmfestivalen i Venedig 2014. Den är inspelad i Marocko och USA under 2013, och lanserades i Sverige den 15 oktober 2015 genom att den då släpptes som DVD.

## Handling
Filmen, som utspelar sig runt 2010, handlar om major Thomas Egan, en före detta stridspilot som tjänstgör som drönaroperatör i amerikanska flygvapnet. Han har i uppdrag att genomföra drönarbaserade operationer som ett led i USA:s krig mot terrorism, och även om han på arbetet är uppskattad för sitt lugn och skicklighet dras han privat med de moraliska kval som hans uppdrag innebär.

## Rollista (i urval)
- Ethan Hawke – Thomas Egan
- January Jones – Molly Egan
- Zoë Kravitz – Vera Suarez
- Jake Abel – Joseph Zimmer
- Bruce Greenwood – Jack Johns
- Peter Coyote – "Langley"
- Ryan Montano – Roy Carlos
- Dylan Kenin – Ed Christie